# Badminton 2005
Höhepunkte des Badmintonjahres 2005 waren die Weltmeisterschaft und der Sudirman Cup.

## World Badminton Grand Prix
| Veranstaltung       | Herreneinzel           | Dameneinzel         | Herrendoppel                         | Damendoppel                       | Mixed                                   |
| ------------------- | ---------------------- | ------------------- | ------------------------------------ | --------------------------------- | --------------------------------------- |
| Korea Open          | Peter Gade             | Jun Jae-youn        | Jens Eriksen Martin Lundgaard Hansen | Lee Kyung-won Lee Hyo-jung        | Lee Jae-jin Lee Hyo-jung                |
| German Open         | Lin Dan                | Xie Xingfang        | Fu Haifeng Cai Yun                   | Gao Ling Huang Sui                | Lee Jae-jin Lee Hyo-jung                |
| All England         | Chen Hong              | Xie Xingfang        | Cai Yun Fu Haifeng                   | Gao Ling Huang Sui                | Nathan Robertson Gail Emms              |
| Swiss Open          | Muhammad Hafiz Hashim  | Pi Hongyan          | Candra Wijaya Sigit Budiarto         | Lee Kyung-won Lee Hyo-jung        | Nathan Robertson Gail Emms              |
| Thailand Open       | Muhammad Hafiz Hashim  | Yao Jie             | Jung Jae-sung Lee Jae-jin            | Lee Kyung-won Lee Hyo-jung        | Lee Jae-jin Lee Hyo-jung                |
| Japan Open          | Lin Dan                | Zhang Ning          | Jens Eriksen Martin Lundgaard Hansen | Yang Wei Zhang Jiewen             | Sudket Prapakamol Saralee Thungthongkam |
| Singapur Open       | Taufik Hidayat         | Zhang Ning          | Candra Wijaya Sigit Budiarto         | Zhang Dan Zhang Yawen             | Zhang Jun Gao Ling                      |
| Malaysia Open       | Lee Chong Wei          | Zhang Ning          | Candra Wijaya Sigit Budiarto         | Yang Wei Zhang Jiewen             | Lee Jae-jin Lee Hyo-jung                |
| New Zealand Open    | Sairul Amar Ayob       | Adriyanti Firdasari | Boyd Cooper Travis Denney            | Rachel Hindley Rebecca Bellingham | Daniel Shirley Sara Runesten-Petersen   |
| China Masters       | Lin Dan                | Zhang Ning          | Guo Zhendong Xie Zhongbo             | Du Jing Yu Yang                   | Zhang Jun Gao Ling                      |
| Russia Open         | Stanislav Pukhov       | Nina Vislova        | Alexey Vasiliev Nikolaj Nikolaenko   | Nina Vislova Valeria Sorokina     | Sergey Lunev Evgeniya Dimova            |
| Indonesia Open      | Lee Hyun-il            | Wang Chen           | Markis Kido Hendra Setiawan          | Lee Kyung-won Lee Hyo-jung        | Nova Widianto Liliyana Natsir           |
| Thessaloniki WGP    | Niels Christian Kaldau | Xu Huaiwen          | Anthony Clark Robert Blair           | Gail Emms Donna Kellogg           | Anthony Clark Donna Kellogg             |
| Dutch Open          | Muhammad Hafiz Hashim  | Xu Huaiwen          | Choong Tan Fook Lee Wan Wah          | Mia Audina Lotte Bruil            | Robert Mateusiak Nadieżda Kostiuczyk    |
| Denmark Open        | Lee Chong Wei          | Pi Hongyan          | Chan Chong Ming Koo Kien Keat        | Kumiko Ogura Reiko Shiota         | Thomas Laybourn Kamilla Rytter Juhl     |
| Hong Kong Open      | Lin Dan                | Zhang Ning          | Fu Haifeng Cai Yun                   | Yang Wei Zhang Jiewen             | Xie Zhongbo Zhang Yawen                 |
| China Open          | Chen Hong              | Zhang Ning          | Candra Wijaya Sigit Budiarto         | Yang Wei Zhang Jiewen             | Nathan Robertson Gail Emms              |
| Chinese Taipei Open | Lee Hyun-il            | Tracey Hallam       | Tony Gunawan Halim Haryanto          | Chien Yu-chin Cheng Wen-hsing     | Tony Gunawan Cheng Wen-hsing            |
| India Open          | abgesagt               | abgesagt            | abgesagt                             | abgesagt                          | abgesagt                                |
| World Cup           | Lin Dan                | Xie Xingfang        | Cai Yun Fu Haifeng                   | Yang Wei Zhang Jiewen             | Xie Zhongbo Zhang Yawen                 |

## Terminkalender
| Veranstaltung                                     | Ort                 | Beginn             | Ende               |
| ------------------------------------------------- | ------------------- | ------------------ | ------------------ |
| Badminton bei den Sommer-Deaflympics 2005         | Melbourne           | 6. Januar 2005     | 15. Januar 2005    |
| Westdeutsche Badmintonmeisterschaft 2005          | Bottrop             | 8. Januar 2005     | 9. Januar 2005     |
| Polish Juniors 2005                               | Głubczyce           | 13. Januar 2005    | 16. Januar 2005    |
| Singapurische Badmintonmeisterschaft 2004/05      | Singapur            | 14. Januar 2005    | 5. Februar 2005    |
| Helvetia-Cup 2005                                 | Agros               | 19. Januar 2005    | 23. Januar 2005    |
| Estnische Badmintonmeisterschaft 2005             | Tartu               | 29. Januar 2005    | 30. Januar 2005    |
| Deutsche Badmintonmeisterschaft 2005              | Bielefeld           | 3. Februar 2005    | 6. Februar 2005    |
| Finnische Badmintonmeisterschaft 2005             | Helsinki            | 3. Februar 2005    | 6. Februar 2005    |
| Österreichische Badmintonmeisterschaft 2005       | Graz                | 4. Februar 2005    | 6. Februar 2005    |
| Niederländische Badmintonmeisterschaft 2005       | Den Bosch           | 4. Februar 2005    | 6. Februar 2005    |
| Tschechische Badmintonmeisterschaft 2005          | Pilsen              | 4. Februar 2005    | 6. Februar 2005    |
| Englische Badmintonmeisterschaft 2005             | Manchester          | 4. Februar 2005    | 6. Februar 2005    |
| Polnische Badmintonmeisterschaft 2005             | Krakau              | 4. Februar 2005    | 6. Februar 2005    |
| Irische Badmintonmeisterschaft 2005               | Dublin              | 5. Februar 2005    | 6. Februar 2005    |
| Slowenische Badmintonmeisterschaft 2005           | Ljubljana           | 5. Februar 2005    | 6. Februar 2005    |
| German Juniors 2005                               | Bottrop             | 24. Februar 2005   | 27. Februar 2005   |
| German Open 2005                                  | Mülheim an der Ruhr | 28. Februar 2005   | 5. März 2005       |
| All England 2005                                  | Birmingham          | 8. März 2005       | 13. März 2005      |
| Swiss Open 2005                                   | Münchenstein        | 15. März 2005      | 20. März 2005      |
| Badminton-Junioreneuropameisterschaft 2005        | Den Bosch           | 19. März 2005      | 27. März 2005      |
| Grönländische Badmintonmeisterschaft 2005         | Qaqortoq            | 22. März 2005      | 26. März 2005      |
| Badminton-Panamerikameisterschaft 2005            | Bridgetown          | 28. März 2005      | 1. April 2005      |
| Thailand Open 2005                                | Bangkok             | 29. März 2005      | 3. April 2005      |
| Japan Open 2005                                   | Tokio               | 5. April 2005      | 10. April 2005     |
| Q66136730                                         | Sázava              | 9. April 2005      | 10. April 2005     |
| Dutch International 2005                          | Wateringen          | 14. April 2005     | 17. April 2005     |
| Sudirman Cup 2005                                 | Peking              | 10. Mai 2005       | 15. Mai 2005       |
| Slowakische Badmintonmeisterschaft 2005           | Trenčín             | 13. Mai 2005       | 15. Mai 2005       |
| Spanish International 2005                        | Madrid              | 26. Mai 2005       | 29. Mai 2005       |
| Estonian International 2005                       | Tallinn             | 4. Juni 2005       | 5. Juni 2005       |
| North Harbour International 2005                  | North Shore         | 9. Juni 2005       | 12. Juni 2005      |
| Mongolia International 2005                       | Ulaanbaatar         | 15. Juni 2005      | 19. Juni 2005      |
| Singapur Open 2005                                | Singapur            | 27. Juni 2005      | 3. Juli 2005       |
| Malaysia Open 2005                                | Kuala Lumpur        | 5. Juli 2005       | 10. Juli 2005      |
| Badminton bei den Island Games 2005               | Lerwick             | 10. Juli 2005      | 15. Juli 2005      |
| Junioren-Badmintonasienmeisterschaft 2005         | Jakarta             | 11. Juli 2005      | 17. Juli 2005      |
| Badminton bei den World Masters Games 2005        | Edmonton            | 22. Juli 2005      | 30. Juli 2005      |
| Waikato International 2005                        | Hamilton            | 4. August 2005     | 7. August 2005     |
| Badminton-Weltmeisterschaft 2005                  | Anaheim             | 15. August 2005    | 21. August 2005    |
| China Masters 2005                                | Peking              | 29. August 2005    | 4. September 2005  |
| Chinese Taipei International 2005                 | Landkreis Yunlin    | 31. August 2005    | 4. September 2005  |
| Carebaco-Meisterschaft 2005                       | Havanna             | 1. September 2005  | 5. September 2005  |
| Badminton-Asienmeisterschaft 2005                 | Hyderabad           | 6. September 2005  | 11. September 2005 |
| Bulgarian International 2005                      | Sofia               | 15. September 2005 | 18. September 2005 |
| Indonesia Open 2005                               | Jakarta             | 19. September 2005 | 25. September 2005 |
| Badminton-Jugendeuropameisterschaft 2005          | Brünn               | 21. September 2005 | 25. September 2005 |
| Czech International 2005                          | Ostrava             | 29. September 2005 | 2. Oktober 2005    |
| Bitburger Open 2005                               | Saarbrücken         | 4. Oktober 2005    | 9. Oktober 2005    |
| Slovak International 2005                         | Bratislava          | 6. Oktober 2005    | 9. Oktober 2005    |
| Jamaikanische Badmintonmeisterschaft 2005         | Kingston            | 7. Oktober 2005    | 8. Oktober 2005    |
| Chinesische Nationalspiele 2005/Badminton         | Nanjing             | 9. Oktober 2005    | 23. Oktober 2005   |
| Dutch Open 2005                                   | Den Bosch           | 12. Oktober 2005   | 16. Oktober 2005   |
| French Open 2005                                  | Paris               | 12. Oktober 2005   | 16. Oktober 2005   |
| Brazil International 2005                         | São Paulo           | 13. Oktober 2005   | 16. Oktober 2005   |
| Badminton bei den Nationalspielen von Taiwan 2005 | Xiluo Township      | 16. Oktober 2005   | 20. Oktober 2005   |
| Denmark Open 2005                                 | Aarhus              | 18. Oktober 2005   | 23. Oktober 2005   |
| Hungarian International 2005                      | Budapest            | 27. Oktober 2005   | 30. Oktober 2005   |
| Europäische Badminton-Hochschulmeisterschaft 2005 | Mainz               | 27. Oktober 2005   | 30. Oktober 2005   |
| Hong Kong Open 2005                               | Hongkong            | 31. Oktober 2005   | 6. November 2005   |
| Chinese Taipei Open 2005                          | Taipeh              | 15. November 2005  | 20. November 2005  |
| Malaysia International 2005                       | Kedah               | 23. November 2005  | 26. November 2005  |
| Südostasienspiele 2005/Badminton                  | Pasig               | 28. November 2005  | 3. Dezember 2005   |
| Südkoreanische Badmintonmeisterschaft 2005        | Suwon               | 29. November 2005  | 2. Dezember 2005   |
| Japanische Badmintonmeisterschaft 2005            | Präfektur Hyogo     | 30. November 2005  | 4. Dezember 2005   |
| Sri-lankische Badmintonmeisterschaft 2005         | Colombo             | 6. Dezember 2005   | 10. Dezember 2005  |
| Badminton World Cup 2005                          | Yiyang              | 14. Dezember 2005  | 18. Dezember 2005  |